# Niederrheiner

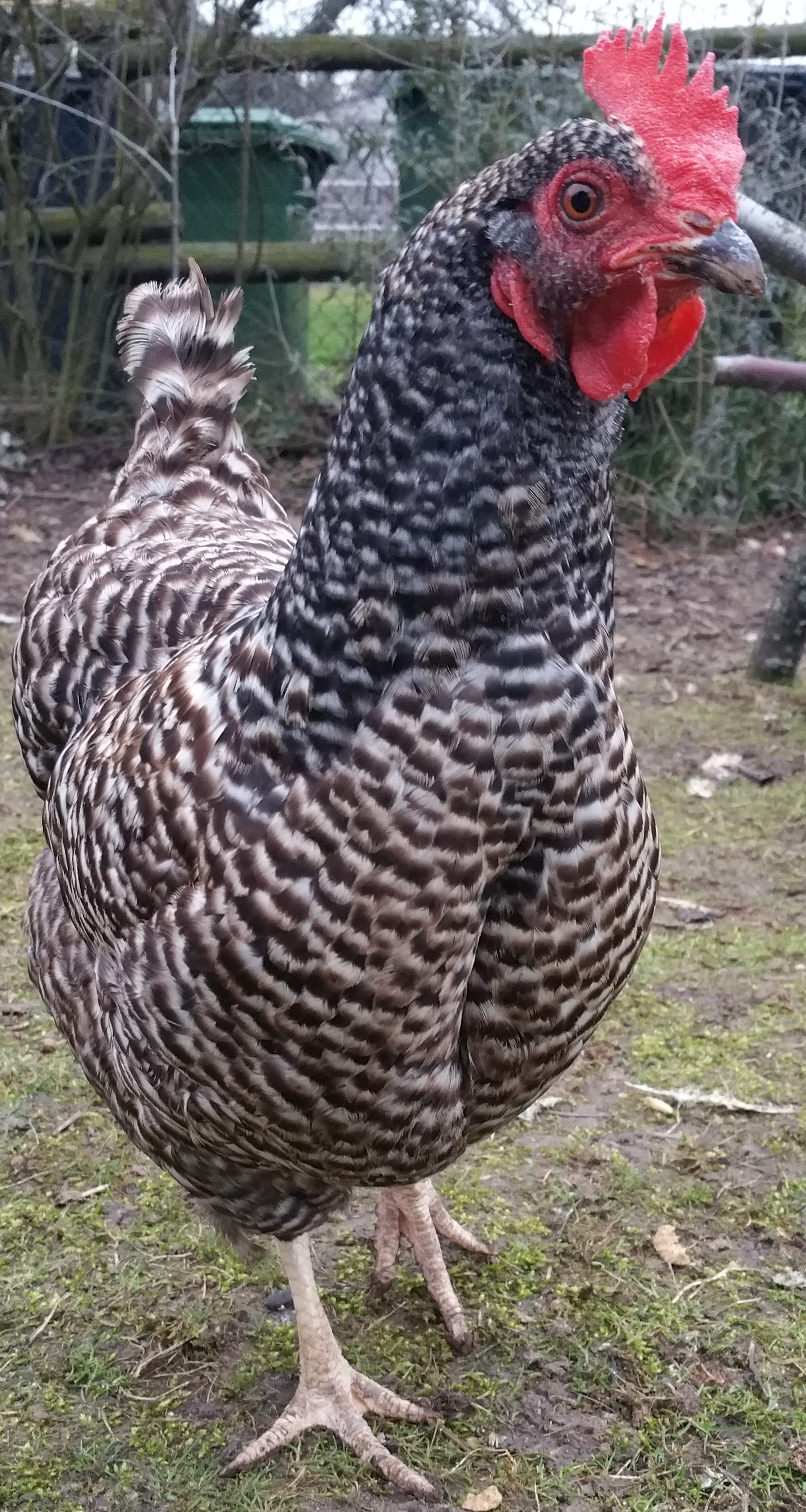
Poule au plumage coucou

La niederrheiner (ce qui signifie poule du Bas-Rhin en allemand) est une race de poule domestique allemande.

## Description
grande race
C'est une poule de taille au-dessus de la moyenne, mais cependant très mobile, large et au port de hauteur moyenne; forme de poule à deux fins, pleine, puissante et bien arrondie. 
Elle pond ~180 œufs par an.
naine
La volaille naine est mobile, familière, aux formes pleines et bien arrondies, ainsi qu'au port large et de hauteur moyenne; fine ossature.
Elle pond ~120 œufs par an.

### Origine
Cette race est sélectionnée à la fin des années 1920 en Rhénanie, mais aussi de l'autre côté du Rhin, par Friedrich Regenstein et J. Jobs, à partir de la  poule bleue de Hollande du Nord et d'autres races lourdes et légères (poule de Malines, plymouth, faverolles ) élevées pour leur chair, ou non (combattant de Liège).
La naine a été créée en Allemagne à partir de la grande race.

### Standard officiel
grande race
- Masse idéale : coq : 3,5 à 4 kg ; poule : 2,5 à 3 kg
- Crête : simple.
- Oreillons : rouges.
- Couleur des yeux : couleur selon la variété.
- Couleur de la peau : blanche.
- Couleur des tarses : couleur chair. Pour les coloris bleu et noir à camail argenté et poitrine liserée voir dans le standard.
- Variétés de plumage : coucou bleu, saumon coucou doré foncé, coucou fauve, bleu, noir à camail argenté et poitrine liserée.
- Œufs à couver : min. 55g, coquille jaune à brun clair.
- Diamètre des bagues : Coq : 22mm ; Poule : 20mm.

naine
- Masse idéale : coq : 1200g, poule : 1000g.
- Crête : simple, 4 à 6 crétillons.
- Oreillons : rouges.
- Couleur des yeux : couleur selon la variété.
- Couleur de la peau : blanche.
- Couleur des tarses : pour les couleurs allez voir dans le standard.
- Variétés de plumage : coucou bleu, saumon coucou doré foncé, coucou fauve, bleu, noir à camail argenté et poitrine liserée, bleu à camail argenté et poitrine liserée, noir à camail doré et poitrine liserée, bleu à camail doré et poitrine liserée.
- Œufs à couver :max. 40g, coquille jaune à brun clair.

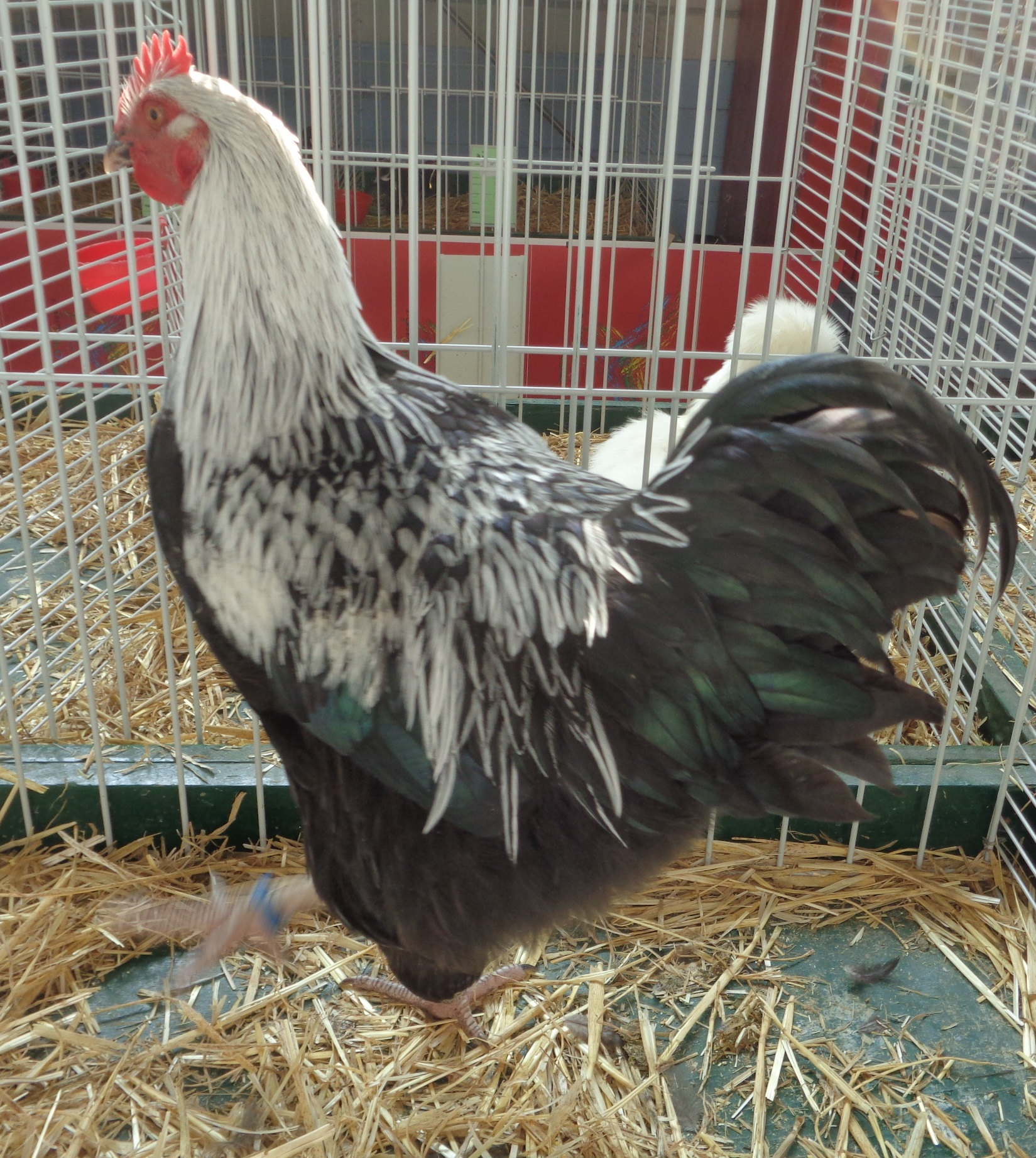
Jeune coq argenté

- Jeune coq argentéDiamètre des bagues : coq : 15mm, poule : 13mm.Poules Niederrheiner argenté naines

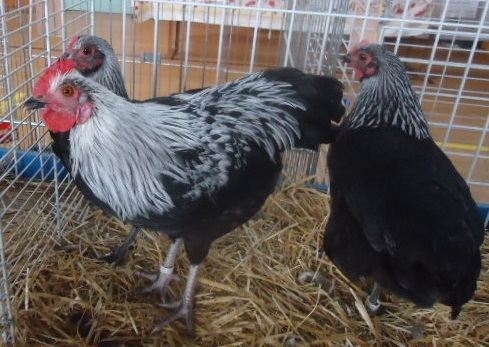
Poules Niederrheiner argenté naines

## Sources
- Le Standard officiel des volailles (Poules, oies, dindons, canards et pintades), édité par la SCAF.